# Maine (Francie)
Maine je historické území a někdejší provincie Francie mezi Normandií a Anjou v povodí řeky Maine s hlavním městem Le Mans. Ve středověku bylo územím hrabat a později vévodů z Maine.

## Historie
Julius Caesar území obývané keltskými Cenomany v roce 51 př. n. l. připojil k Římské říši, v druhé polovině 5. století bylo součástí Syagriovy říše. Po jejím zániku v roce 486 připadlo Franské říši.

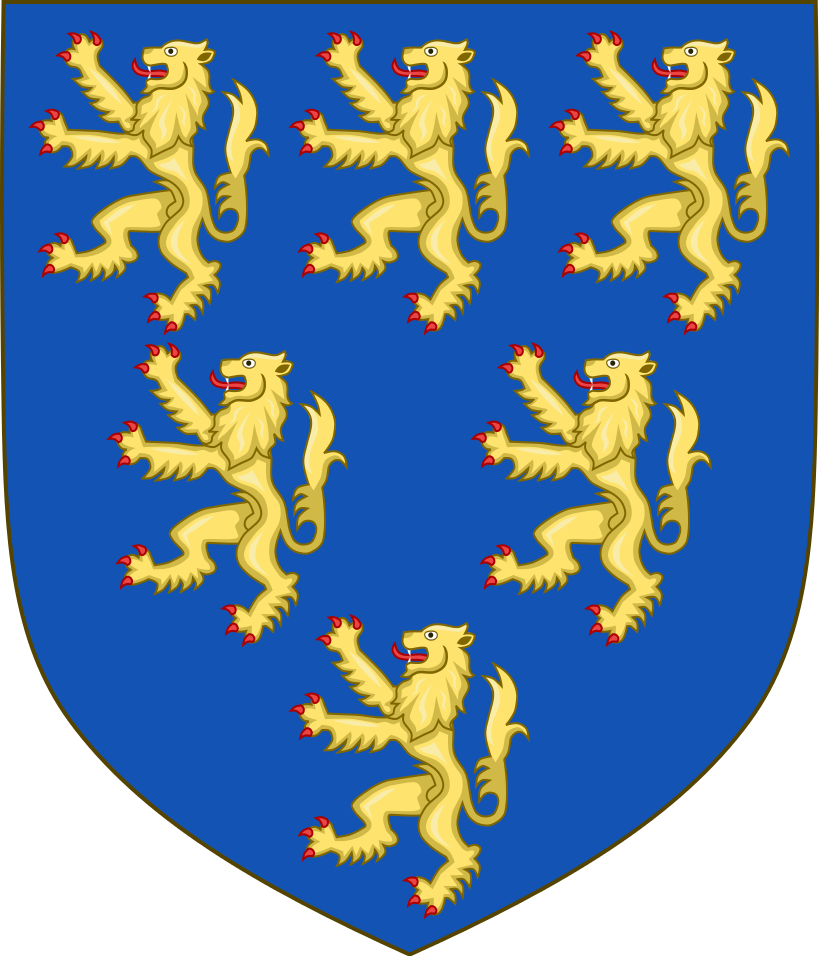
Znak za vlády Plantagenetů

První hrabata z Maine jsou doložena v 9. století, zeť Karla Velikého Rorgo (Rorico) a jeho syn Gauzfrid a další členové dynastie Rorgonovců. Kvůli vzrůstající moci Bretaně a vzniku bretaňského království však zde byla také zřízena hraniční marka na části území Maine, Anjou a Touraine. Na konci 9. století se hrabětem z Maine stal Roger, manžel dcery Karla Holého Rothildy, který založil dynastii Hugonů, která držela Maine do roku 1062. V 10. století se hrabství stalo nárazníkovým územím mezi normandským vévodstvím a anjouovským hrabstvím. V roce 1109 připadlo sňatkem Ermengardy z Maine hrabství Fulkovi V. z Anjou a pak bylo v držení Anjouovců, resp. Plantagenetů.
V roce 1203 nebo 1204 území dobyl Filip II. August, v letech 1414–1450, tj. během stoleté války, patřilo opět Angličanům, potom už natrvalo Francouzům.
V roce 1670 je hrabství Ludvíkem XIV. povýšeno na vévodství, když legitimizoval svého nemanželského syna Ludvíka Augusta, vévodu z Maine, zakladatele vedlejší rodové linie Bourbon-Maine.
Dnes je území součástí regionu Pays de la Loire.